# ويليام غرين (لاعب كريكت)
ويليام غرين (بالإنجليزية: William Green)‏ (1834 في المملكة المتحدة - 11 يناير 1876 في المملكة المتحدة) هو لاعب كريكت بريطاني (وحمل سابقاً جنسية المملكة المتحدة لبريطانيا العظمى وأيرلندا). لعب مع Kent County Cricket Club ‏.

## وصلات خارجية
- ويليام غرين على موقع إي آس بي آن كريك إنفو (الإنجليزية)